# Bacopa occultans
Bacopa occultans là một loài thực vật có hoa trong họ Mã đề. Loài này được (Hiern) Hutch. & Dalziel mô tả khoa học đầu tiên năm 1931.